# Adolf Hammerstein

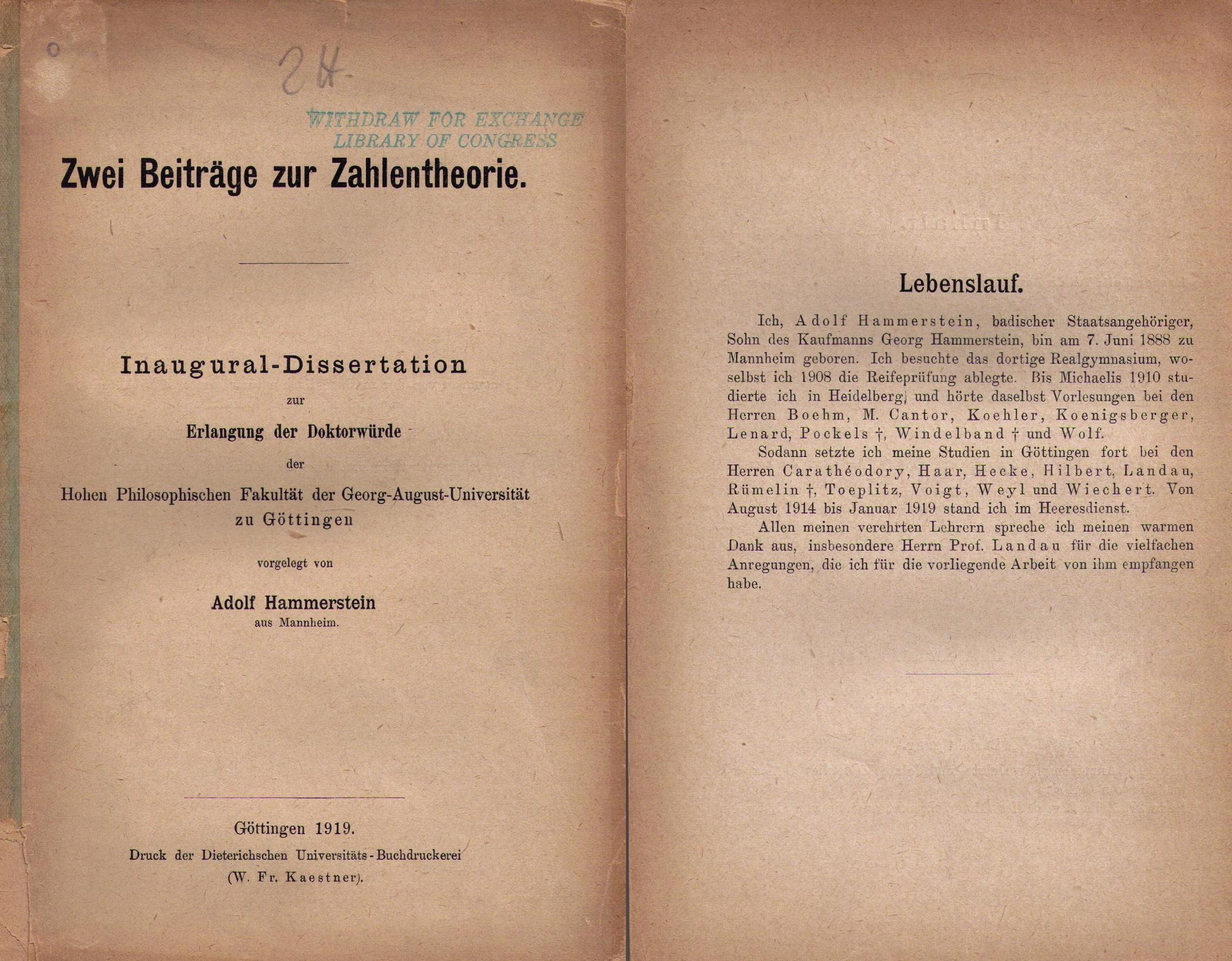
Vorder- und Rückseite der Doktorarbeit Adolf Hammersteins (1919)

Adolf Hammerstein (* 7. Juni 1888 in Mannheim; † 25. Februar 1941 in Kiel) war ein deutscher Mathematiker, der auf dem Gebiet der Analysis arbeitete.

## Leben
Hammerstein studierte ab 1908 in Heidelberg, ab 1910 in Göttingen. Dort schrieb er unter Anleitung von Edmund Landau 1914 eine Doktorarbeit zur Zahlentheorie, konnte jedoch aufgrund des Ersten Weltkrieges die Promotion nicht abschließen. Nachdem er von 1914 bis 1919 Soldat gewesen war, wurde er an der Georg-August-Universität Göttingen mit seiner Arbeit aus der Zahlentheorie promoviert (der erste Teil der Doktorarbeit verwendet die sogenannte Pfeiffer'sche Methode). Nach weiteren Studien in Tübingen und Berlin war er an der Friedrich-Wilhelms-Universität zu Berlin wissenschaftlicher Assistent und nach der Habilitation im Jahr 1924 lehrte er dort bis 1935 (erst als Privatdozent, dann ab 1928 als außerordentlicher Professor); danach war er Professor an der Universität Kiel.
Hammerstein lieferte hauptsächlich Ergebnisse in der Variationsrechnung, den partiellen Differentialgleichungen und in der Theorie der nichtlinearen Integralgleichungen (Hammersteinsche Integralgleichung).
Die Hammersteinsche Integralgleichung lautet:
{\displaystyle y(x)=f(x)+\int _{B}K(x,s)\cdot \phi (y(s))ds}
Dabei ist {\displaystyle B} ein Gebiet im {\displaystyle n}-dimensionalen Raum, die Funktion {\displaystyle f(x)}, der Kern der Integralgleichung {\displaystyle K(x,s)} und die nichtlineare Funktion {\displaystyle \phi (x)} sind gegeben, {\displaystyle y(x)} ist die gesuchte Funktion.
Zu seinen Schülern gehörte Michael Golomb (1909–2008).
Er war als Reiter bekannt.